# Різдво у Львові

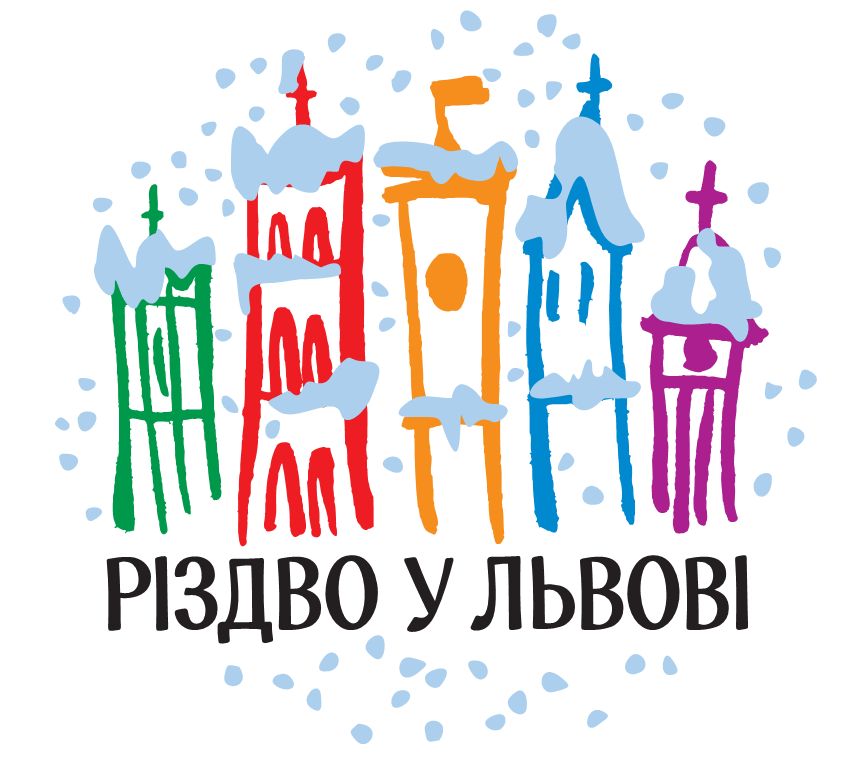
Різдвяна версія логотипу Львова

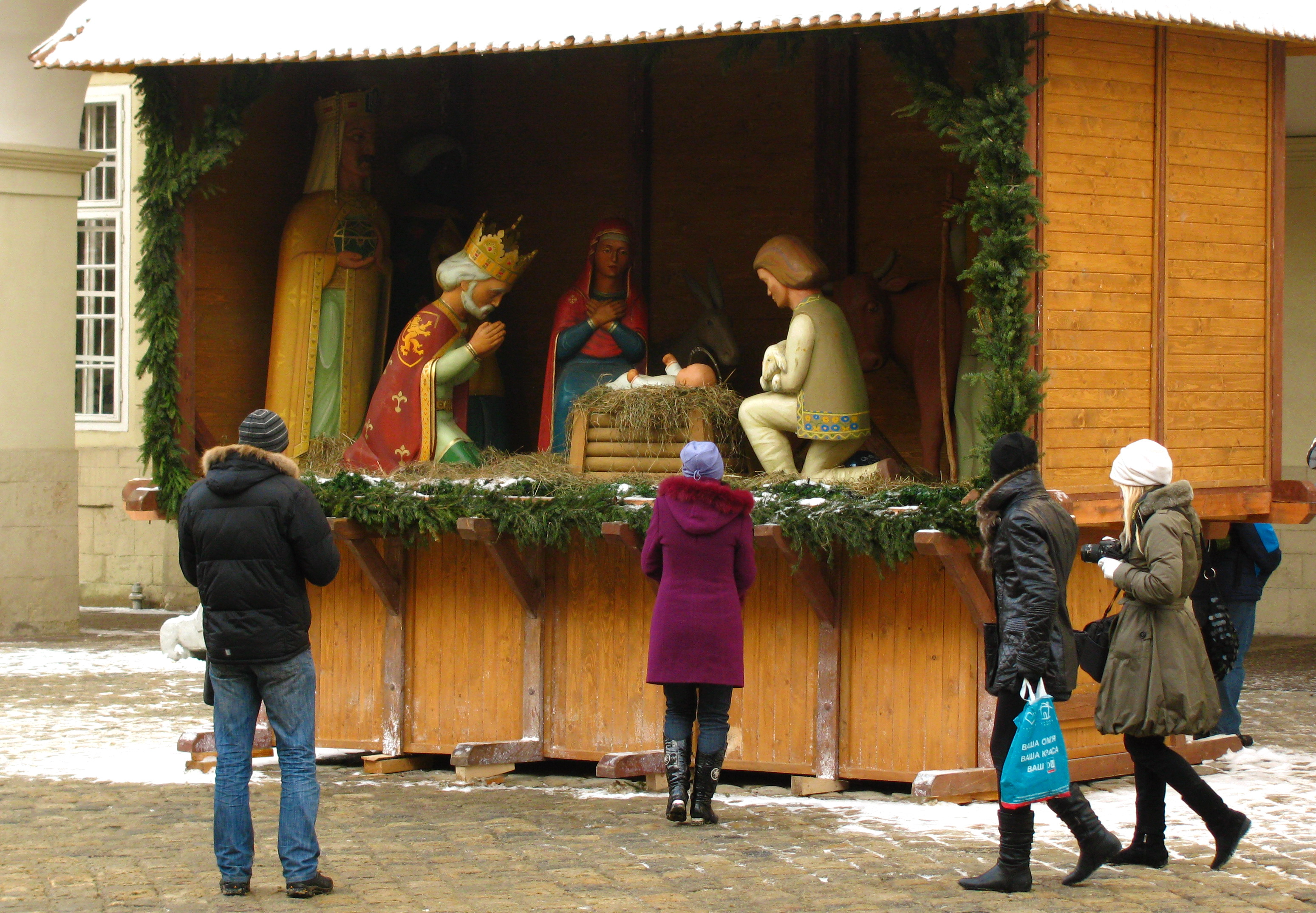
Шопка перед ратушею (2011)

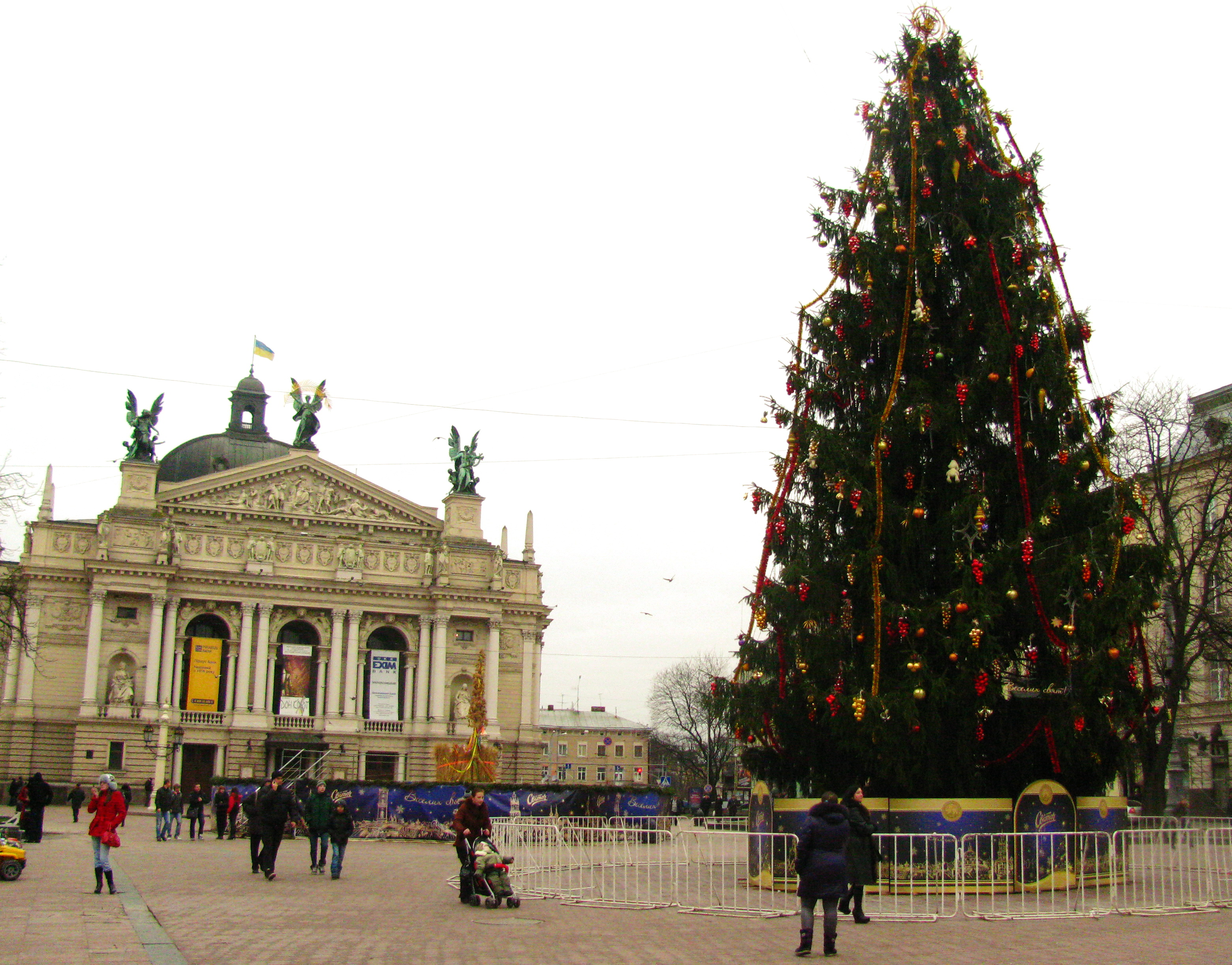
Ялинка перед Оперним театром (2011)

Різдво Христове у Львові — одне з головних та найшанованіших свят. У місті збереглися автентичні українські традиції його святкування, поруч з якими відбуваються також сучасні дійства, чому сприяє набожність та патріотичність львів'ян. Більшість містян святкує Різдво 7 січня, однак, римо-католицька громада міста відзначає свято 25 грудня, а вірменська — 6 січня.
Львів займає перше місце в рейтингу найпривабливіших міст України для зустрічі Нового Року та святкування Різдва, складеному ТСН у 2010 році. Серед перших організаторів відновленого святкування в 1990 році — етнограф Мирослав Решетило.
У 2010 році рідзвяні святкування в місті очолив Президент України Віктор Ющенко.

## Традиції

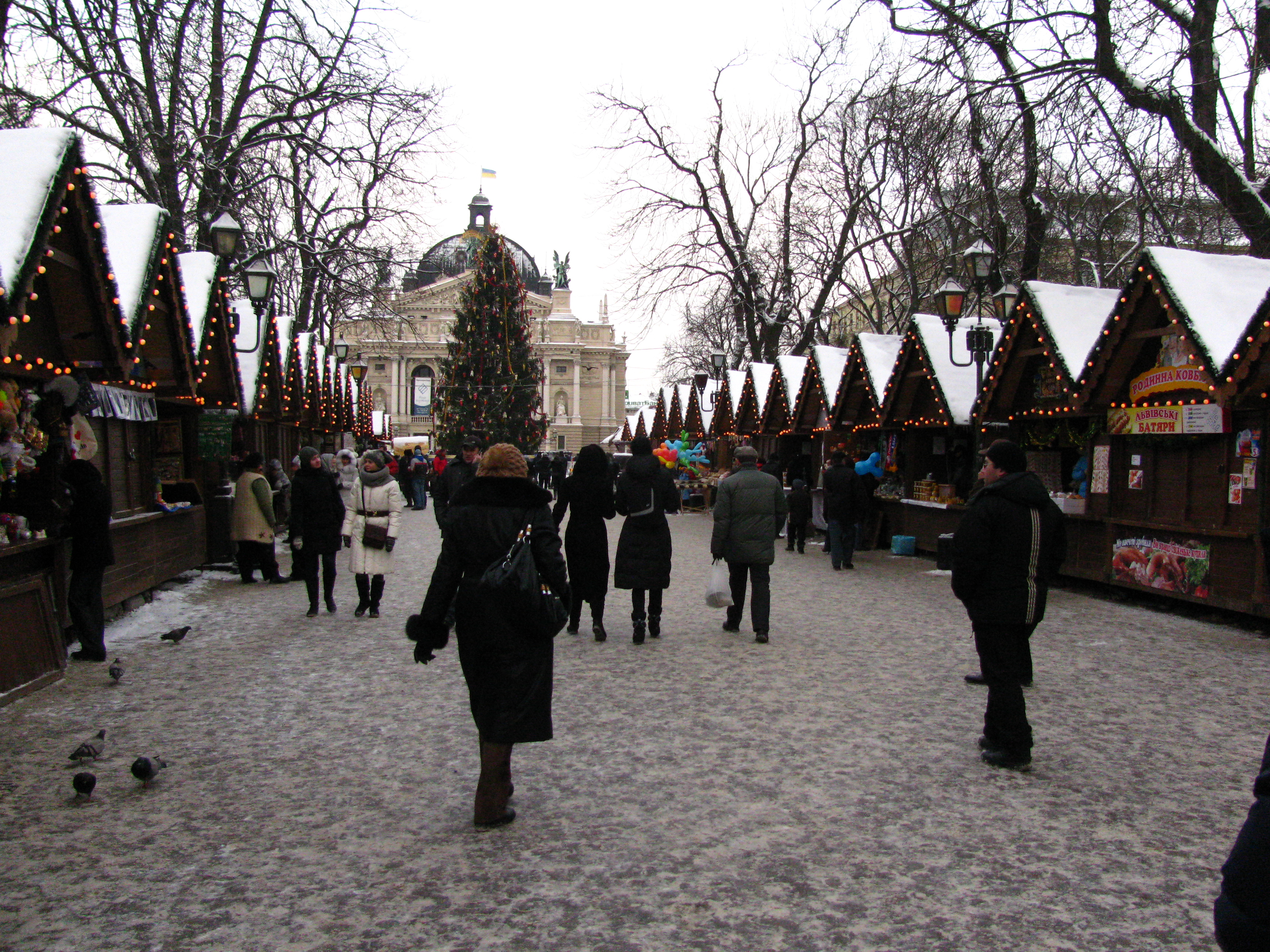
Львівський різдвяний ярмарок (2011)

Приготування до свята розпочинаються на початку грудня, коли на західній стороні площі Ринок та на проспекті Свободи відкривається Львівський різдвяний ярмарок. Він є першим різдвяним ярмарком в Україні і пропонує своїм відвідувачам новорічні сувеніри, традиційні вироби з кераміки, лляні речі, авторські роботи художників, різні смаколики, пампушки, мед, глінтвейн, вареники та гарячий шоколад.
На початку зими також починає працювати ковзанка на північній стороні площі Ринок. Відомо, що її заливали на цьому місці ще напередодні Першої світової війни, однак потім традицію було втрачено. Її відродження було одним з пунктів передвиборчої програми міського голови Львова Андрія Садового на виборах у 2006 році. Взимку 2006-2007 років ковзанка була відроджена, і відтоді стала традиційною.
Традиційно, 19 грудня, на День святого Миколая, запалюється головна ялинка міста, яка стоїть на площі перед Оперним театром, та святкова ілюмінація. Напередодні Католицького Різдва (25 грудня) на південній стороні площі Ринок, перед входом в ратушу встановлюється головна шопка міста.

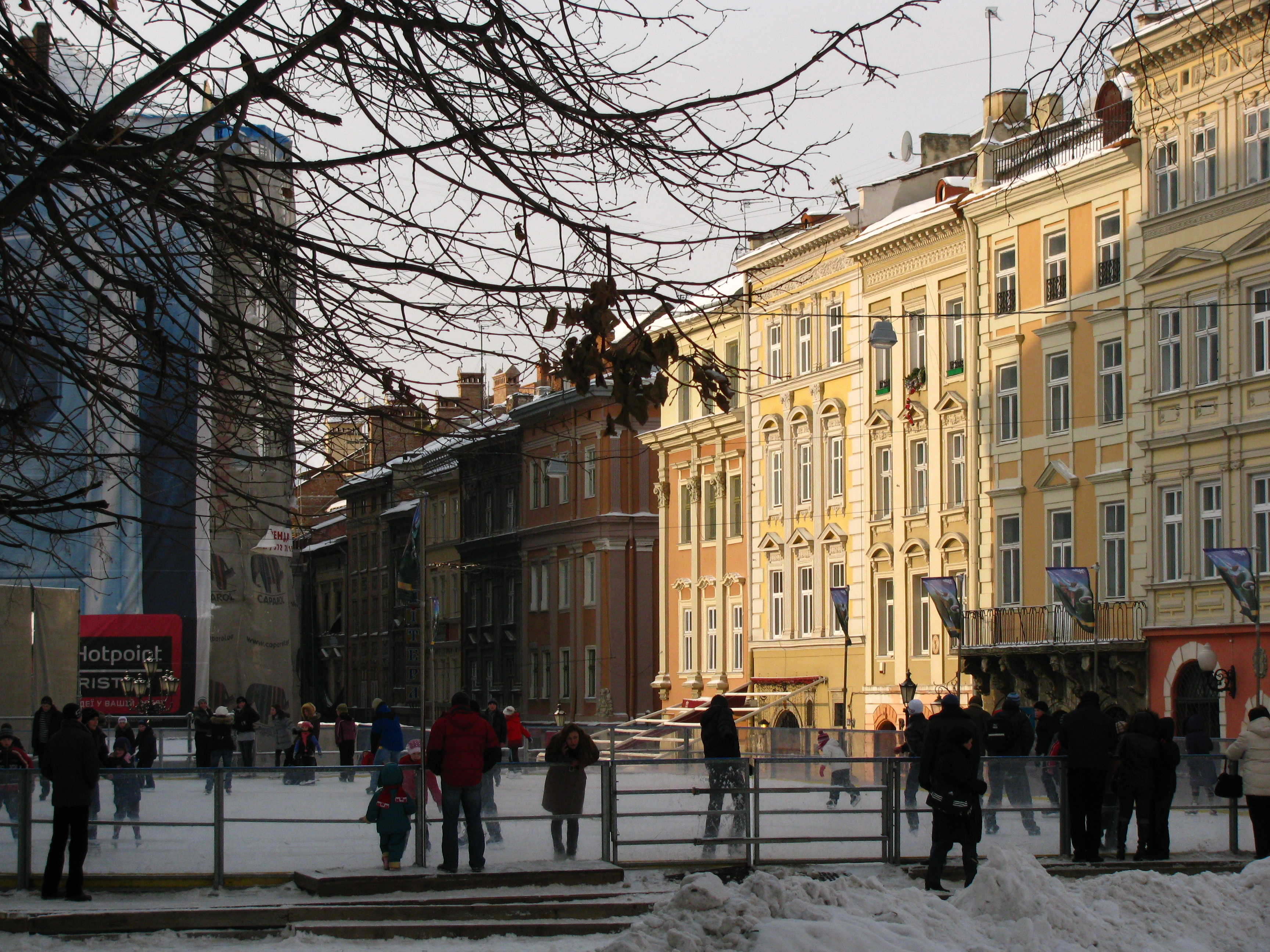
Ковзанка на площі Ринок (2011)

До 25 грудня у місто також прибуває Вифлеємський вогонь миру. Традиційно Львів є першим пунктом у маршруті його слідування Україною. Громаді міста він передається під час урочистого богослужіння в Соборі святого Юра.
6 січня, на Святий Вечір, урочиста процесія на чолі з міським головою Львова, що починається від ратуші на площі Ринок, йде до проспекту Свободи, де встановлюється головний дідух Львова.
Львів'яни дуже шанують Святий вечір і Різдво. ЗМІ відзначають, це єдині дні коли у місті все зачинено, а гість відчуває себе чужаком. Жителі міста зберігають традиції організації Святої вечері з дванадцятьма пісними стравами на чолі з кутею, узваром та пампушками. Після вечері, здебільшого, діти, починають колядувати, ходячи від хати до хати. На саме Різдво, 7 січня, містом починають ходити вертепи. Вони виступають як в центральній частині міста, так і ходять по хатах. Після завершення церковних богослужінь починаються народні гуляння.

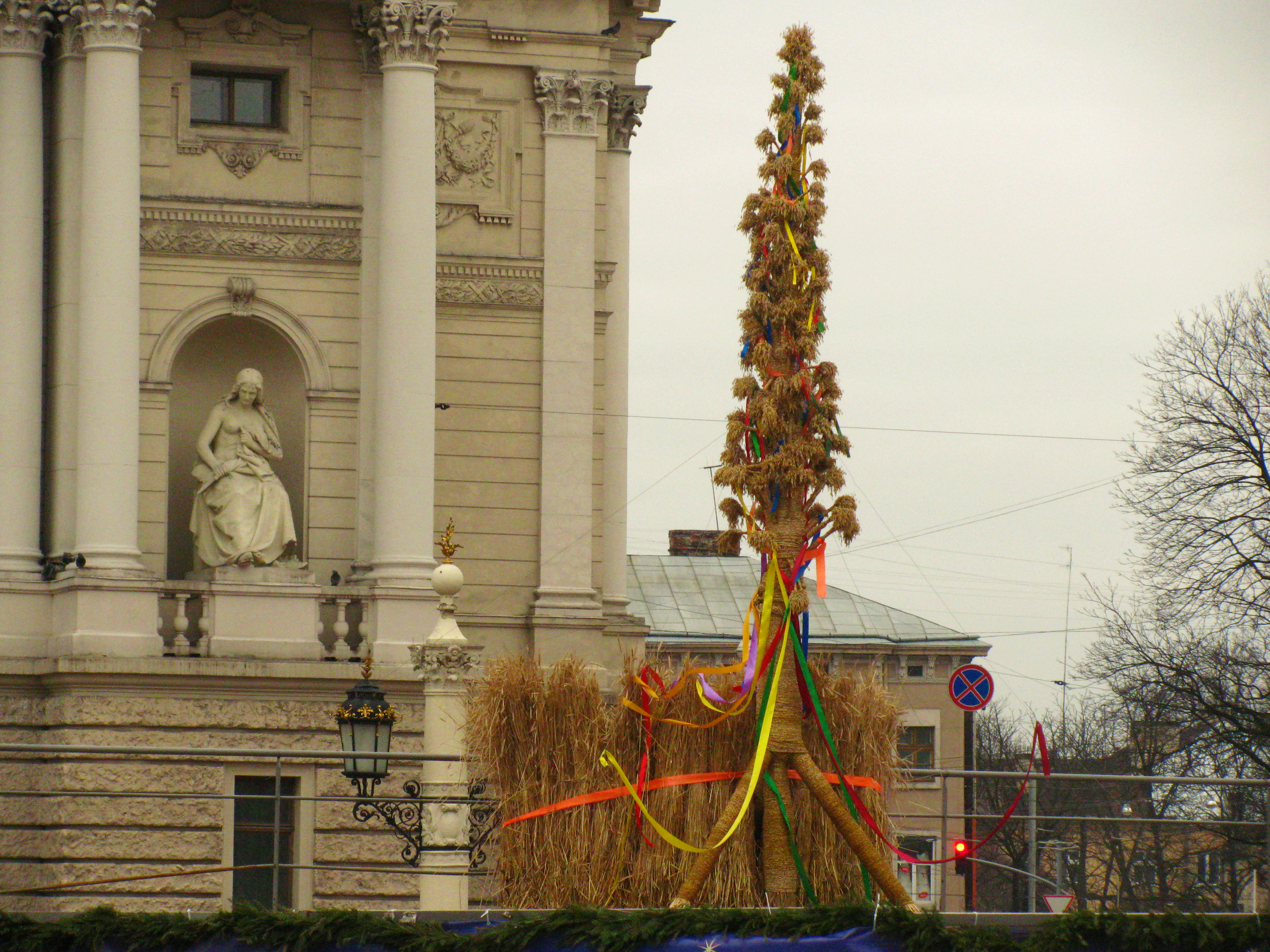
Дідух перед Оперним театром (2011)

В музеї народної архітектури та побуту «Шевченківський гай» в рамках фестивалю «Спалах різдвяної звізди» всіх охочих вчать робити різдвяні звізди, які наступного дня беруть участь в параді звіздарів та верпетів, що проходить центральними вулицями міста.
В один з перших днів після Різдва на площі Ринок відбувається Свято пампуха, в рамках якого проходить конкурс вертепів, конкурси з випікання та поїдання пампухів, різдвяна коляда, концерти. Від Різдва до кінця січня у храмі Пресвятої Євхаристії (колишній домініканський костел) відбувається всеукраїнський фестиваль колядок «Велика коляда», заснований у 1999 році. Незабаром після Різдва в Хмільному домі Роберта Домса відбувається фестиваль «Рок-коляда», особливістю якого є те, що колядки та щедрівки виконуються не у традиційному народному звучанні, а у етно-роковому стилі.